# Thalheim (Bitterfeld-Wolfen)
Thalheim ist ein Stadtteil der Stadt Bitterfeld-Wolfen im Landkreis Anhalt-Bitterfeld im Südosten des Landes Sachsen-Anhalt.
Durch die Ansiedlung vieler Unternehmen der Solarbranche ist der Stadtteil auch als Solar Valley bekannt.

## Geografie
Thalheim liegt zwischen Dessau-Roßlau und Halle (Saale) am Rande des Chemiepark Bitterfeld-Wolfen.

## Geschichte
1369 wurde Thalheim erstmals urkundlich erwähnt. Im Laufe der Jahrhunderte wechselte die Schreibweise des Ortsnamens mehrmals. So hieß Thalheim 1403 Daleem, ab 1423 Delem, 1456 Dalmarke und 1461 Dalem Marke. Im Jahre 1465 wurde dann Thalheim Dalheim genannt und 1477 in Wüste Höfe zu Dalmarke. Bei dem Ortsnamen Thalheim handelt es sich um ein Ortsnamen vom Typus „-heim“ mit „Thal“ im Vorderglied, zumindest wurde der Name bei der Überlieferung im 15. Jahrhundert so aufgefasst. Nach ältesten Belegen zu urteilen, handelt es sich um einen mittelhochdeutschen Ortsnamen und bedeutet so viel wie „Dorf in der Niederung“.
Die schlimmsten Zeiten machte Thalheim während des Dreißigjährigen Krieges durch. Eine schwere Verwüstung musste das Dorf 1631 überstehen. Zerstört wurde 1640 das halbe Dorf. Im Jahre 1653 hatte Thalheim nur noch ein Viertel der früheren Einwohnerzahl. Thalheim war 1676 von Hexenverfolgung betroffen. Christine, Frau von Hans Reyher, geriet in einen Hexenprozess, der Ausgang ist unbekannt.

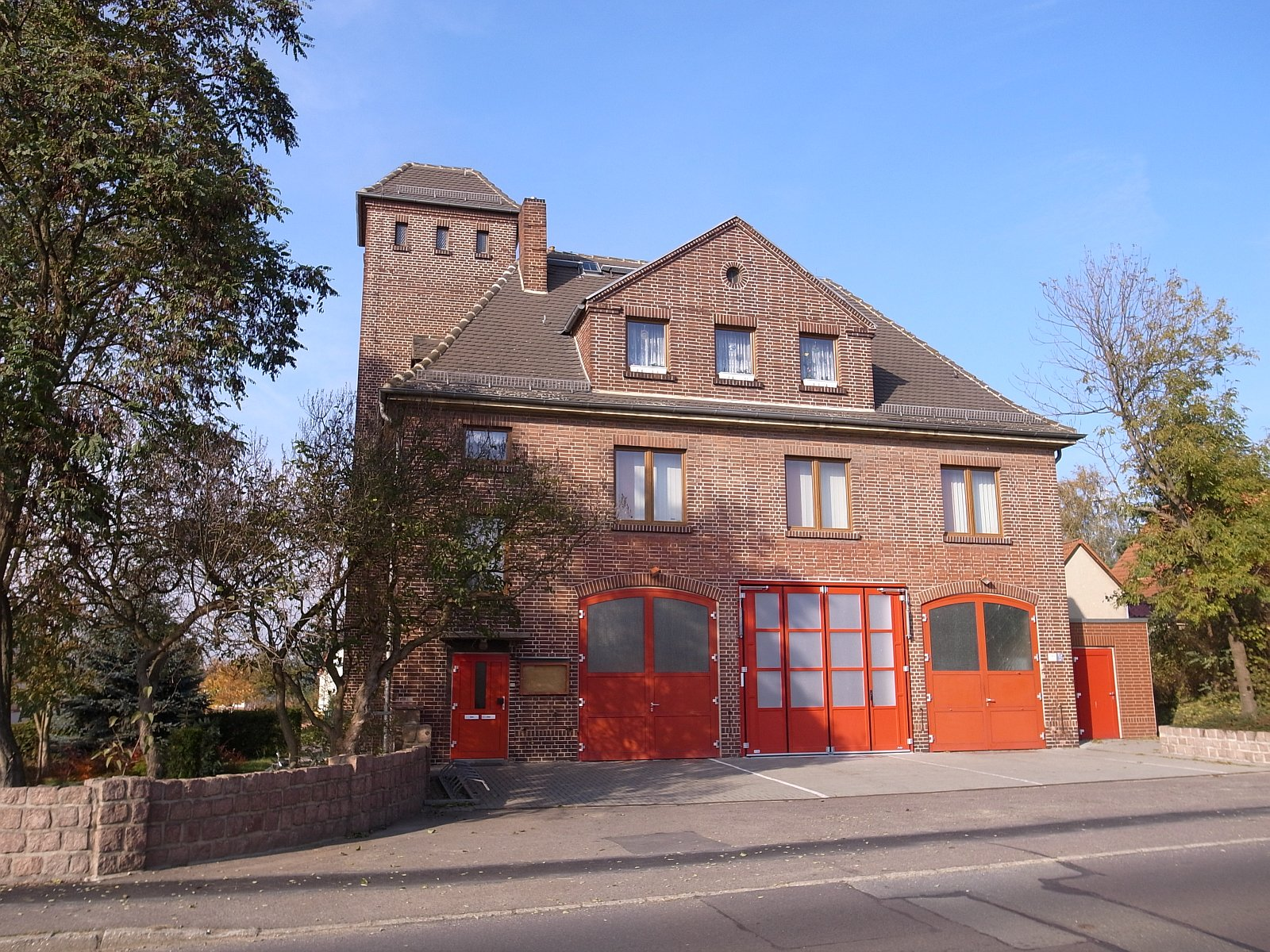
Feuerwehrhaus in Thalheim

Der Ort gehörte bis 1815 zum kursächsischen Amt Bitterfeld. Durch die Beschlüsse des Wiener Kongresses kam er zu Preußen und wurde 1816 dem Kreis Bitterfeld im Regierungsbezirk Merseburg der Provinz Sachsen zugeteilt, zu dem er bis 1944 gehörte.
Mindestens seit 1680 besteht in Thalheim eine Schulstelle, die bis 1820 der Schulmeisterstelle in Reuden unterstand. Diese Schulstelle ist aber bereits vor dem Dreißigjährigen Krieg unter dem Patronat der Familie von Zanthier auf dem Gut Salzfurth eingerichtet worden. Der Kirchen- und Küsterdienst wurde bis zum Jahre 1826 von einem Schulmeister von Reuden besorgt. Die Katecheten ab dem Jahr 1678 sind auf Grundlage vorhandener Unterlagen lückenlos bekannt.
Die Freiwillige Feuerwehr wurde nach einem Großbrand im Jahre 1929, dem die Einwohner machtlos gegenüberstanden, im Jahre 1930 gegründet. Im Jahre 1935 erhielt die Feuerwehr Thalheim ein neues Feuerwehrhaus. Am 20. Juli 1950 wurde Reuden nach Thalheim eingemeindet, jedoch am 1. Januar 1957 wieder ausgegliedert.
Im Zuge der Kreisgebietsreform bildete Thalheim gemeinsam mit Bitterfeld, Greppin, Holzweißig und Wolfen am 1. Juli 2007 die neue Stadt Bitterfeld-Wolfen.

## Politik

### Wappen
| Wappen von Thalheim | Blasonierung: „Geviert von Rot und Silber; Feld 1: eine goldene Sonne, Feld 2: zwei rote Fischköpfe, Feld 3: ein roter Wellenbalken, Feld 4 eine goldene Garbe.“ |
| Wappen von Thalheim | Wappenbegründung: Die Wappensymbole gründen sich auf die frühere territoriale Zugehörigkeit des Ortes zur Familie von Zanthier, die in Thalheim und Umgebung begütert war. Die Zanthiers führten drei schräg gestellte Fischköpfe, das Ortswappen von Thalheim nur zwei und diese gerade. Da Thalheim über Jahrhunderte eine Landgemeinde war, deren Wirtschaft abgesehen vom Handwerk in der Feldwirtschaft bestand, wurde die Getreidegarbe in das Wappen aufgenommen. Die aufgehende Sonne hat einen doppelten Sinngehalt; sie drückt einerseits die lichte Zukunft des Ortes aus und bezieht sich andererseits konkret auf die Solarindustrie, die in Thalheim expandierte und einen wesentlichen Wirtschaftsfaktor darstellte. Der Wellenbalken nimmt Bezug auf die Mulde. |

Das Wappen wurde 2006 vom Kommunalheraldiker Jörg Mantzsch gestaltet.

### Ortschaftsrat
Der Ortschaftsrat des Ortsteils Thalheim hat 9 Sitze. Bei der Wahl zum Ortschaftsrat am 26. Mai 2019 ergab sich bei einer Wahlbeteiligung von 63,15 % folgende Sitzverteilung:
| CDU                            | 4 Sitze |
| AfD                            | 2 Sitze |
| SPD                            | 1 Sitz  |
| Freiwillige Feuerwehr Thalheim | 1 Sitz  |
| SG Rot-Weiß Thalheim 31 e. V.  | 1 Sitz  |

Bei der letzten Wahl zum Ortschaftsrat am 9. Juni 2024 ergab sich bei einer Wahlbeteiligung von 66,72 % folgende Sitzverteilung:
| AfD                            | 3 Sitze |
| CDU                            | 3 Sitze |
| Freiwillige Feuerwehr Thalheim | 1 Sitz  |
| SG Rot-Weiß Thalheim 31 e. V.  | 1 Sitz  |
| PRO Thalheim                   | 1 Sitz  |

Ortsbürgermeister ist seit 23. Juli 2024 Daniel Roi (AfD).

## Romanische Dorfkirche

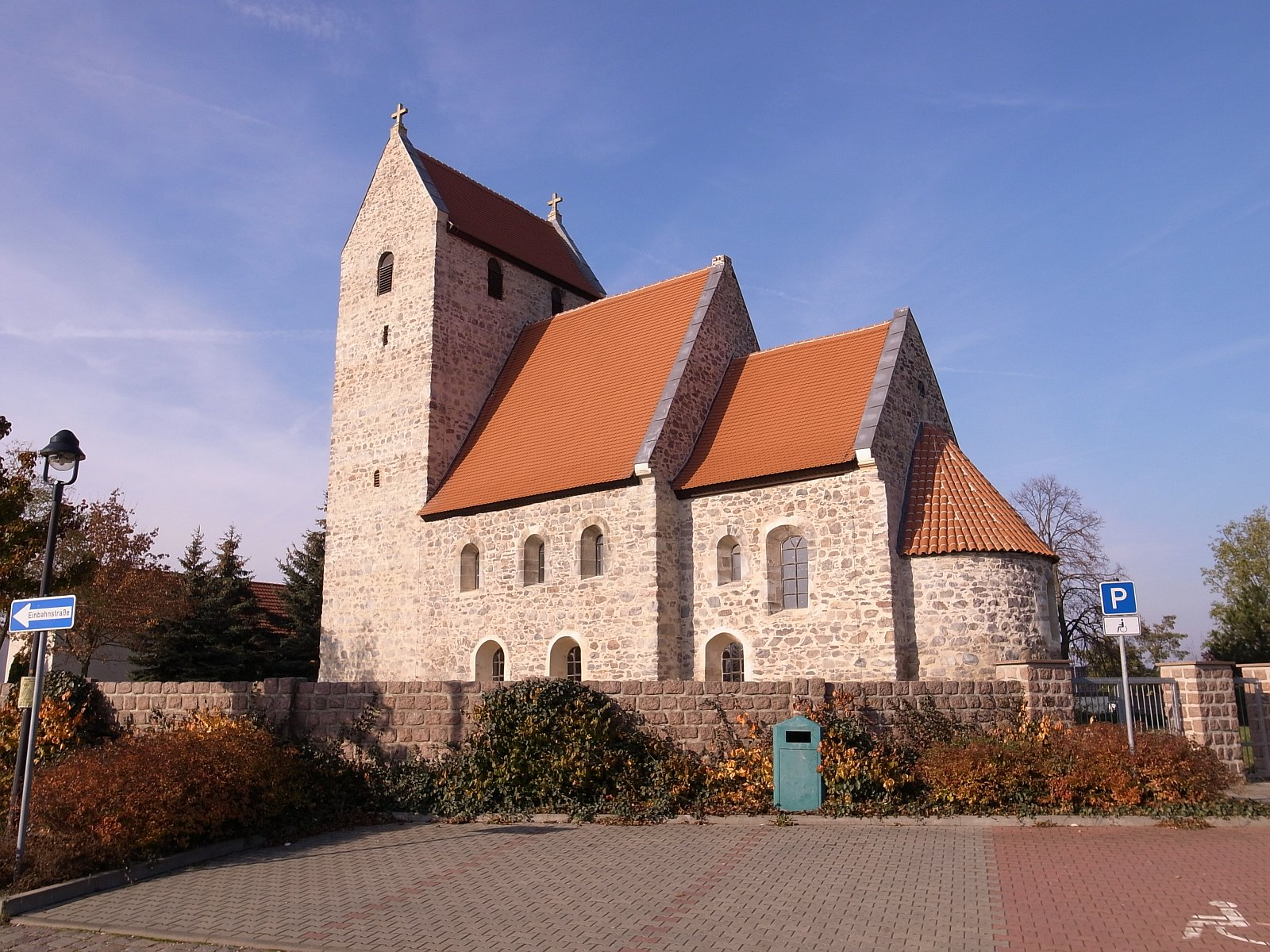
Kirche in Thalheim

Die romanische Dorfkirche wurde vermutlich um 1150 bis 1200 aus schwerem Porphyrbruchgestein und Findlingen errichtet. Es handelt sich um eine spätromanische viergliedrige Saalkirche mit Querwestturm, Kirchenschiff, Altarchor und Apsis. Die Kirche wurde in den Jahrhunderten nur geringfügig verändert.
Nachdem die Thalheimer Kirche 1637 ausgebrannt und zur Ruine geworden war, wurde sie 1660–1670 von den Zanthiers aus Salzfurth wieder aufgebaut. In den Jahren 2007 und 2008 wurde sie in ihrer äußeren Gestalt nach historischen Vorlagen komplett restauriert.
Die beiden historischen Glocken stammen von 1617 und 1679. Der Glockenstuhl ist laut einer Einritzung etwa 1725 eingebaut oder erneuert worden. Wegen Glockenschäden wurde ab Neujahr 1999 das Läuten eingestellt. Die Instandsetzung und Wiederinbetriebnahme erfolgte im Frühjahr 2001.

## Wirtschaft und Infrastruktur

### Verkehr
Westlich des Ortes verläuft die Bundesautobahn 9 von München über Leipzig nach Berlin. Thalheim ist an diese über die Anschlussstelle Bitterfeld-Wolfen und die Bundesstraße 183 angebunden, die unmittelbar südlich an Thalheim vorbeiführt.
Thalheim hat keinen Eisenbahnanschluss, es ist über den Bahnhof Wolfen an der Bahnstrecke Leipzig–Bitterfeld–Dessau erreichbar.

### Ansässige Unternehmen
In Thalheim gab es bis 2012 eine florierende Solarindustrie mit mehreren Unternehmen. Das umsatzstärkste Unternehmen unter diesen war die Q-Cells SE, einem Anbieter von Photovoltaiklösungen. Q-Cells SE stellte am 3. April 2012 einen Antrag auf Eröffnung des Insolvenzverfahrens. Die Q-Cells SE wurde am 26. August 2012 von der südkoreanischen Firma Hanwha aufgekauft. Die daraus neu entstandene Firma Hanwha Qcells hat ihr Hauptquartier in Seoul (Südkorea). Am deutschen Standort in Thalheim gibt es seit März 2015 nur noch Forschung und Entwicklung, Qualitätsmanagement sowie Marketing und Vertrieb. Weitere Solarfirmen wie die ehemalige Q-Cells Tochter Solibro GmbH (stellte Solarmodule und -zellen unter Anwendung neuer Techniken her), Sovello GmbH (stellte Module auf Siliziumbasis her) sowie die Calyxo GmbH und die Sontor GmbH (stellte Module auf Dünnschichtbasis her) mussten wegen der asiatischen Billigkonkurrenz und wegen fehlender Unterstützung durch die deutsche und europäische Politik aufgeben. Die Ansiedlung verschiedener Unternehmen der Solarindustrie hat Thalheim auch den Namen Solar Valley eingebracht. Seit 2020 hat das Schweizer Unternehmen Meyer Burger einen Neustart der PV-Industrie in Deutschland gewagt. Das Meyer Burger (Industries) Werk in Thalheim produziert Solarzellen auf Basis der HJT-Technologie.
Außerdem hat der US-amerikanische Glashersteller Guardian Industries in Thalheim seinen größten deutschen Standort für die Produktion von Flachglas. Von Bedeutung ist auch die Esra GmbH am Rande des Solar Valley, welche Essenzen herstellt.
Der größte Teil vom TechnologiePark Mitteldeutschland (TPM) befindet sich auf der Gemarkung Thalheim. Er beherbergt aktuell 38 Firmen mit über 1.100 Mitarbeitern.